# Попів Ярок
Попів Ярок — річка в Україні, у межах Гайсинського та Теплицького району Вінницької області. Права притока Кіблича (притока Собу, басейн Південного Бугу). Тече через село Митків. Впадає у Кіблич біля села Карабелівка за 27 км від гирла. Довжина — 10 км, площа — 26,4 км².